# Gottfried Thomasius
Pour les articles homonymes, voir Thomasius.
Gottfried Thomasius (26 juin 1802 - 24 janvier 1875) est un théologien luthérien bavarois. Il est né à Egenhausen (dans l'actuelle Moyenne-Franconie) et il est mort à Erlangen.

## Biographie
Il étudie la philosophie et la théologie à Erlangen, Halle et Berlin et, en tant qu'étudiant, il a des professeurs renommés dont Friedrich Schleiermacher, August Neander, GWF Hegel, Philip Marheineke et Friedrich Tholuck. En 1829, il commence à servir comme pasteur à Nuremberg et, en 1842, est nommé professeur de dogmatique à l'Université d'Erlangen.
Thomasius est un représentant important de «l'école Erlangen» au sein du mouvement néo-luthéraniste allemand et a une influence majeure, par exemple, sur l'historien de l'église Albert Hauck . On lui attribue l'introduction du concept de christologie kénotique dans la théologie allemande, dont son but est de fournir une compréhension de la conscience limitée de Jésus-Christ, sans nier l'unité de la divinité et de l'humanité dans le Christ.

## Travaux littéraires
- Origène. Ein Beitrag zur Dogmengeschichte des dritten Jahrhunderts (Origène, Une contribution à l'histoire dogmatique du troisième siècle), (1837).
- Beiträge zur kirchlichen Christologie, (Contributions to Church-based Christology ), (1845).
- Christi Person und Werk, (La personne et l'œuvre du Christ), (1852-1861).
- Das Bekenntnis der lutherischen Kirche von der Versöhnung, (1857).
- Die christliche Dogmengeschichte, (Histoire du dogme chrétien ), (1874-1876).